# Уланбель
Уланбель (каз. Ұланбел) — село в Мойынкумском районе Жамбылской области Казахстана. Административный центр Уланбельского сельского округа. Код КАТО — 315647100.

## География
Находится в ущелье Уланбель в нижнем течении реки Шу.

## Население
В 1999 году население села составляло 1455 человек (727 мужчин и 728 женщин). По данным переписи 2009 года, в селе проживало 1047 человек (558 мужчин и 489 женщин).

## Достопримечательности
Кызылкорган — средневековое укрепление.